# Café Korb

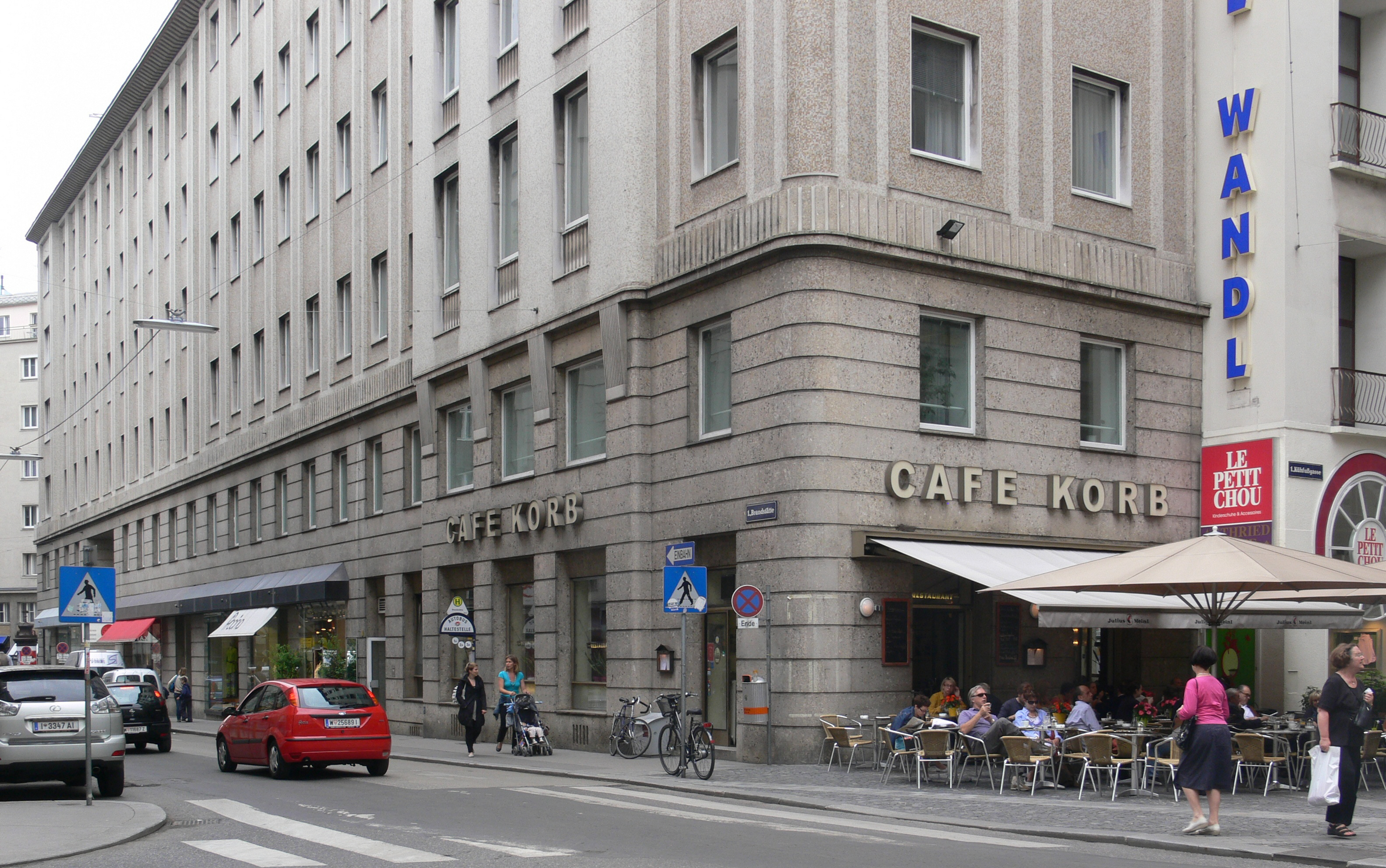
Das Café Korb an der Brandstätte

Das Café Korb ist ein traditionsreiches Kaffeehaus an der Brandstätte 9/Tuchlauben 10 im 1. Wiener Gemeindebezirk, Innere Stadt.

## Geschichte

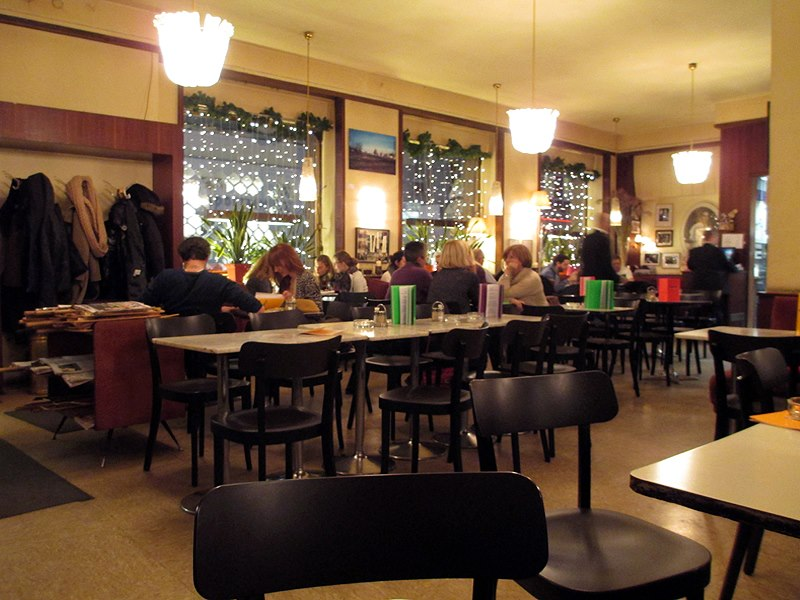
Das Innere des Cafés ist im Stil der 1950er-Jahre erhalten geblieben

Adolph Felix Julius Korb (1837–1891) stammte aus Böhmen und war ursprünglich ein wohlhabender Fabriksbesitzer und Hauseigentümer in der Inneren Stadt, der Josefstadt und in Dornbach, verheiratet mit Amalia Anna (geb. Hoffstätter, 1845–1928). Diese war eine Tochter des Juweliers Joseph Hoffstätter. Durch Verschlechterung der Wirtschaftslage zu Ende der 1860er Jahre und den Verlust seiner Position sah er sich gezwungen, Liegenschaften zu veräußern und mit dem Erlös 1875 ein Café an der Ecke Florianigasse-Rathausstraße zu eröffnen. 1890 etablierte sich das Ehepaar Korb als „Kaffeesieder“ in der Inneren Stadt (Tuchlauben 11, Kleeblatthaus). Nach dem Tod von Adolph führte die Mutter das Café allein weiter. Mit Ende März 1903 begannen unter den Tuchlauben die Arbeiten an dem neu zu errichtenden, von Architekt Julius Mayreder (1860–1911) geplanten Direktionsgebäude der 1898 gegründeten Städtischen Kaiser Franz Joseph-Lebens und Rentenversicherungs-Anstalt. Am 26. März 1904 erfolgte im Beisein von Kaiser Franz Joseph I. die Schlusssteinlegung. Parterre, Mezzanin sowie Souterrain wurden vom Versicherungsunternehmen vermietet, wodurch der Betrieb Korb, der sich bis dahin im gegenüberliegenden Gebäude befunden hatte, ein neues Lokal beziehen konnte. Die Opernsängerin Jenny Korb war eine Tochter des Besitzerpaars.
In den 1950er Jahren wurde das von Familie Widl betriebene Korb zeitgemäß umgestaltet – die 50er-Jahre-Architektur ist bis heute erhalten geblieben.
Im Jahr 2002 eröffnete die Betreiberin Susanne Widl im Keller die von Peter Weibel, Peter Kogler, Manfred Wolff-Plottegg und Günter Brus gestaltete artlounge. Hier finden unter anderem Lesungen statt (beispielsweise von Peter Turrini oder Literaturnobelpreisträgerin Elfriede Jelinek, der das Zitat „Wer das Cafe Korb kennt, der geht immer wieder hin!“ zugeschrieben wird), außerdem treffen sich hier in regelmäßigen Abständen Intellektuelle beim Wiener Philosophencafé – Die Rückkehr der Kommunikation.
Nach einem Wasserrohrbruch wurde 2004 der WC-Bereich im Keller von Manfred Wolff-Plottegg in futuristischem Design neu gestaltet. Für diese Arbeit erhielt Wolff-Plottegg eine Anerkennung beim Aluminium-Architektur-Preis 2004.
Eine Spezialität des Café Korb ist der hausgemachte Apfelstrudel. Zwischen der kurzen Straßenfront zu den Tuchlauben und dem Tuchmacherbrunnen befindet sich der Schanigarten des Kaffeehauses.